# Sporocadus rhododendri
Sporocadus rhododendri är en svampart som först beskrevs av Ludwig David von Schweinitz, och fick sitt nu gällande namn av M. Morelet 1985. Sporocadus rhododendri ingår i släktet Sporocadus och familjen Amphisphaeriaceae.   Inga underarter finns listade i Catalogue of Life.